# Arteră etmoidală posterioară
Artera etmoidală posterioară este o arteră a capului care alimentează septul nazal. Este mai mică decât artera etmoidală anterioară.

## Traseu
Odată ramificată din artera oftalmică, aceasta trece între marginea superioară a mușchiului drept medial și mușchiul oblic superior pentru a intra în canalul etmoidal posterior. Iese în cavitatea nazală pentru a alimenta cu sânge celule etmoidale posterioare și septul nazal; aici se anastomozează cu artera sfenopalatină.
Există adesea o ramură meningeală către dura mater, în timp ce se alfă încă în craniu.

## Vascularizație
Această arteră vascularizează sinusul etmoidal posterior, dura mater din fosa craniană anterioară și partea superioară a mucoasei nazale a septului nazal.